# Каргалы (Карасайский район)
Каргалы (каз. Қарғалы, до 1996 г. — Каргалинка) — микрорайон в Наурызбайском районе и Бостандыкском районе города Алматы (совместно). Код КАТО — 195243200.
В 2015 году село Каргалы было передано в город Алматы и стало называться микрорайон Каргалы. Половина улицы Мустафина и Амангельды стали относиться к Наурызбайскому району, а другая половина улицы Мустафина — к Бостандыкскому.

## Население
В 1999 году население села составляло 2333 человека (1151 мужчина и 1182 женщины). По данным переписи 2009 года, в селе проживало 2220 человек (1072 мужчины и 1148 женщин).